# Pumahuasi
Pumahuasi är en ort i Argentina.   Den ligger i provinsen Jujuy, i den norra delen av landet, 1 500 km norr om huvudstaden Buenos Aires. Pumahuasi ligger 3 571 meter över havet och antalet invånare är 300.
Terrängen runt Pumahuasi är platt österut, men västerut är den kuperad. Runt Pumahuasi är det mycket glesbefolkat, med 6 invånare per kvadratkilometer.. Pumahuasi är det största samhället i trakten. 
Omgivningarna runt Pumahuasi är i huvudsak ett öppet busklandskap.